# Orchamps
Orchamps é uma comuna francesa na região administrativa de Borgonha-Franco-Condado, no departamento de Jura. Estende-se por uma área de 9,92 km². Em 2010 a comuna tinha 1 148 habitantes (densidade: 115,7 hab./km²).